# Agnieszka Golemska
Agnieszka Golemska (ur. 26 września 1975 w Gdańsku) – polska koszykarka grająca na pozycji rzucającej lub niskiej skrzydłowej.

## Życiorys
Karierę rozpoczęła w Spójni Gdańsk, z której przeniosła się do STARTu Gdańsk. Grała w tym klubie nieprzerwanie ponad 10 lat (do 2003). W sezonie 2003/04 występowała w ekstraklasie w drużynie Banku Spółdzielczego Wołomin. Po roku na Mazowszu, przeniosła się do Łódzkiego Klubu Sportowego, w którym również grała tylko jeden sezon. W 2005 wróciła do Gdańska. Po 9 meczach w sezonie, w których zdobywała średnio ponad 22 punkty, skorzystała z oferty Novej Trading Toruń – drużyny walczącej wówczas o awans do PLKK. Pobyt w Toruniu nie należał sportowo do udanych, więc powróciła do AZSu Gdańsk na kolejny rok. W sezonie 2007/08 była zawodniczką czwartej drużyny I ligi – Kadusa Bydgoszcz. Następny sezon spędziła w Kobylnicy, gdzie była najlepszą koszykarką, lecz jej dobra gra (średnio 18,1 punktów w meczu) nie wystarczyła do awansu zespołu do 1 Centralnej Ligi Kobiet. Od 2009 ponownie gra dla gdańskiego AZSu.
Jej specjalnością są rzuty za 3 punkty – wygrała klasyfikację na najlepiej rzucającą za 3 punkty w 1 lidze na szczeblu związkowym w sezonach 2005/06 i 2006/07. W sezonie 2009/10 w rundzie zasadniczej uplasowała się na drugiej pozycji w ilości rzuconych trójek.

## Kluby
- do 1991 Spójnia Gdańsk
- 1991-2003 – START Gdańsk
- 2003-2004 – Bank Spółdzielczy Sure Shot Wołomin
- 2004-2005 – ŁKS Łódź
- 2005 – AZS Gdańsk
- 2006 – Nova Trading Toruń
- 2006-2007 – AZS Gdańsk
- 2007-2008 – Kadus Bydgoszcz
- 2008-2009 – Hit Kobylnica
- 2009-2012 – AZS Gdańsk
- 2013-2014 – AZS Gdańsk